# Halisiphonia spongicola
Halisiphonia spongicola is een hydroïdpoliep uit de familie Hebellidae. De poliep komt uit het geslacht Halisiphonia. Halisiphonia spongicola werd in 1889 voor het eerst wetenschappelijk beschreven door Haeckel. 